# Айн-Бейда (Уаргла)
Айн-Бейда (араб. عين البيضاء‎) — город и коммуна в восточной части Алжира, в вилайете Уаргла. Входит в состав округа Сиди-Хуилед.

## Географическое положение

Коммуна Айн-Бейда

Город находится на западе центральной части вилайета, на территории одного из оазисов северной Сахары, к востоку от города Уаргла, на расстоянии приблизительно 563 километров (по прямой) к юго-востоку от столицы страны Алжира. Абсолютная высота — 138 метров над уровнем моря.
Коммуна Айн-Бейда граничит с коммунами Уаргла, Руиссат, Сиди-Хуилед, Хасси-Бен-Абдаллах и Хасси-Месауд. Её площадь составляет 1973 км².

## Климат
Климат города характеризуется как аридный жаркий (BWh в классификации климатов Кёппена). Осадков в течение года выпадает крайне мало (среднегодовое количество — 45 мм). Средняя годовая температура составляет 22,3 °C. Средняя температура самого холодного месяца (января) составляет 10,7 °С, самого жаркого месяца (июля) — 34,2 °С.

## Население
По данным официальной переписи 2008 года численность населения коммуны составляла 19 039 человек. Доля мужского населения составляла 51,1 %, женского — соответственно 48,9 %. Уровень грамотности населения составлял 82,5 %. Уровень грамотности среди мужчин составлял 91,1 %, среди женщин — 73,5 %. 5,4 % жителей Айн-Бейды имели высшее образование, 16,2 % — среднее образование.

## Транспорт
Через город проходит национальное шоссе N49. Функционирует одноимённый аэропорт.